# Europese Federatie van Groene Partijen
De Europese Federatie van Groene Partijen (EFGP) is een voormalige samenwerking van Europese ecologistische partijen. De federatie werd in 20 juni 1993 te Majvik in Finland opgericht. De EFGP was de opvolger van de Europese Groene Coördinatie. Leo Cox was de eerste secretaris-generaal.
Op 22 februari 2004 hebben de toenmalige leden van de EFGP de Europese Groene Partij (EGP) opgericht. De EFGP is 14 oktober 2006 tijdens het congres in Genève ontbonden en het resterend vermogen is overgedragen aan de Alexander Langer Foundation.
Europees Links (EL) · Europese Christelijke Politieke Beweging (ECPM) · Europese Democratische Partij (EDP) · Europese Groene Partij (EGP) · Europese Volkspartij (EVP) · Europese Vrije Alliantie (EVA) · Patriots.eu · Partij van de Alliantie van Liberalen en Democraten voor Europa (ALDE) · Partij van Europese Conservatieven en Hervormers (ECR) · Partij van Europese Socialisten (PES) · Volt Europa